# F.D.C. Willard
F.D.C. Willard är pseudonym för en siameskatt som står som medförfattare till en vetenskaplig artikel i Physical Review Letters tillsammans med sin ägare Jack Hetherington.
Jack Hetheington var professor i fysik vid Michigan State University och författare till artikeln Two-, three-, and four-atom exchange effects in bcc ³He. När han skulle publicera artikeln år 1975 upptäckte en kollega att han genomgående hade skrivit vi istället för jag. För att slippa skriva om manuskriptet lade han till sin katt Chester som medförfattare under pseudonymen F.D.C. Willard. Artikeln har citerats ett hundratal gånger enligt Google Scholar.